# Bokove, Dolînska
Bokove (în ucraineană Бокове) este localitatea de reședință a comunei Kirove din raionul Dolînska, regiunea Kirovohrad, Ucraina.

## Demografie
Componența lingvistică a localității Bokove
     Ucraineană (95,52%)
     Rusă (3,91%)
     Alte limbi (0,57%)
Conform recensământului din 2001, majoritatea populației localității Bokove era vorbitoare de ucraineană (95,52%), existând în minoritate și vorbitori de rusă (3,91%).